# Laricoideae
Laricoideae — підродина соснових. Свою назву вони отримали від роду Larix (модрина), який містить більшість видів групи і є одним із двох листопадних родів комплексу сосен (разом з Pseudolarix, який, однак, належить до іншої підродини, Abietoideae). Екологічно важливі дерева, Laricoideae утворюють чисті чи змішані лісові асоціації, які часто панують в екосистемах, в яких вони присутні, завдяки також їхній біологічній адаптації до природних порушень, запровадженим репродуктивним стратегіям і високому середньому тривалості життя особин. До цієї підродини віднесено три роди (Larix, Pseudotsuga і Cathaya), і її членів можна знайти лише в Північній півкулі.
Види підродини Laricoideae — це вічнозелені або листяні дерева, які можуть досягати понад 100 метрів з Pseudotsuga menziesii var. menziesii. Листки голчасті й мають первинні продихи тільки на абаксіальній поверхні. Усі члени є однодомними, з різними статями на одній рослині, але в різних репродуктивних структурах.

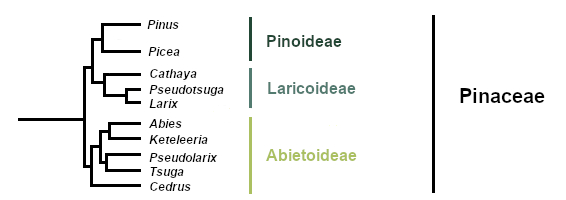
Підродини соснових (Nothotsuga з Abietoideae відсутня)